# Bulldoggfledermäuse (Gattung)
Die Gattung Bulldoggfledermäuse (Eumops) gehört zur gleichnamigen Familie der Bulldoggfledermäuse (Molossidae).
Sie ist ausschließlich vom südlichen Nordamerika bis nach Feuerland verbreitet.
Als erste Art wurde 1800 Eumops auripendulus von Shaw erstbeschrieben. Zuletzt wurde im Jahr 2016 Eumops chimaera von Gregorin et al. erstbeschrieben.
Die Gattung Eumops wurde erst 1906 als eigene Gattung anerkannt.
Wie die meisten Gattungen der Bulldoggfledermäuse ist auch die Gattung Eumops noch relativ unbekannt.
Der Name Eumops setzt sich aus dem griechischen "Eu" (gut) und malaiischen "mops" (Fledermaus) zusammen.

## Beschreibung
Die Arten der Gattung erreichen eine Kopf-Rumpf-Länge von 40 bis 130 mm und ein Gewicht von 30 bis 70 g. Die Oberseite der Tiere ist bräunlich, grau oder schwarz gefärbt, die Unterseite ist etwas heller.
Die großen Ohren sind abgerundet oder eckig und in der Regel an der Basis über den Kopf verbunden. Einige Arten haben einen Kehlsack. Wenn vorhanden, ist dieser bei den männlichen Tieren besser entwickelt als bei den weiblichen.

## Verbreitung und Gefährdung
Wie schon oben genannt, ist die Gattung Eumops von der südlichen USA bis nach Feuerland verbreitet. Eumops glaucinus besitzt das größte Verbreitungsgebiet.
Mit Ausnahme der vom Aussterben bedrohten Art Eumops floridanus (Critically Endangered) und Eumops maurus (keine ausreichenden Daten, 1996 gefährdet) werden die Spezies der Gattung von der IUCN als nicht gefährdet (Least Concern) eingestuft.

## Arten
Zurzeit sind folgende Arten der Gattung Eumops rezent, die in vier verschiedene Artengruppen eingeteilt werden können. Die deutschen Namen folgen T. C. H. Cole:
- bonariensis-Gruppe
  - Peters-Bulldoggfledermaus (Eumops bonariensis) Texas-Uruguay
  - Delta-Bulldoggfledermaus (Eumops delticus) verstreut im Norden Südamerikas
  - Eumops nanus Südmexiko und Zentralamerika
  - Patagonische Bulldoggfledermaus (Eumops patagonicus) Argentinien, Bolivien, Paraguay

- glaucinus-Gruppe
  - Große Amerikanische Bulldoggfledermaus (Eumops dabbenei) Kolumbien, Venezuela, Paraguay, Argentinien
  - Wilde Bulldoggfledermaus (Eumops ferox), Mittelamerika und Karibien
  - Florida-Bulldoggfledermaus (Eumops floridanus), USA, Florida
  - Wagner-Bulldoggfledermaus (Eumops glaucinus) Kolumbien-Paraguay, Kuba
  - Underwood-Bulldoggfledermaus (Eumops underwoodi) Arizona-Panama, Kuba
  - Wilson-Bulldoggfledermaus (Eumops wilsoni) Ecuador und Peru

- perotis-Gruppe
  - Chimära-Bulldoggfledermaus (Eumops chimaera) Brasilien und Bolivien
  - Westliche Bulldoggfledermaus (Eumops perotis) Südtexas-Panama, Anden, Ostbrasilien
  - Kolumbien-Bulldoggfledermaus (Eumops trumbulli) Kolumbien-Bolivien

- auripendulus-Gruppe
  - Schwarzkappen-Bulldoggfledermaus (Eumops auripendulus) Südtexas-Panama, Anden von Kolumbien-Bolivien, Ostbrasilien
  - Chiribaya-Bulldoggfledermaus (Eumops chiribaya), südwestliches Peru
  - Guyana-Bulldoggfledermaus (Eumops maurus) Guyana, Surinam, Französisch-Guyana

- Alleine stehend:
  - Sanborn-Bulldoggfledermaus (Eumops hansae) Yucatan-Südbrasilien